# Liste des ministres italiens de l'Éducation, de l'Enseignement supérieur et de la Recherche
Cet article dresse la liste des ministres italiens de l'Éducation, de l'Enseignement supérieur et de la Recherche entre 2001 et 2006, puis de 2008 à 2020, périodes d'existence du ministère du même nom qui fusionnait le ministère de l'Éducation et le ministère de l'Enseignement supérieur et de la Recherche.

## Liste
| Ministre (Naissance–Décès)                               | Ministre (Naissance–Décès)          | Mandat                             | Parti | Parti          | Gouvernement      |
| -------------------------------------------------------- | ----------------------------------- | ---------------------------------- | ----- | -------------- | ----------------- |
|                                                          | Letizia Moratti (1949)              | 11 juin 2001 – 17 mai 2006         |       | Indépendante   | Berlusconi II·III |
| Séparé (Éducation & Enseignement supérieur et Recherche) |                                     |                                    |       |                |                   |
|                                                          | Mariastella Gelmini (1973)          | 8 mai 2008 – 16 novembre 2011      |       | PDL            | Berlusconi IV     |
|                                                          | Francesco Profumo (1953)            | 16 novembre 2011 – 28 avril 2013   |       | Indépendant    | Monti             |
|                                                          | Maria Chiara Carrozza (1965)        | 28 avril 2013 – 22 février 2014    |       | SC             | Letta             |
|                                                          | Stefania Giannini (1960)            | 22 février 2014 – 12 décembre 2016 |       | SC / PD (2015) | Renzi             |
|                                                          | Valeria Fedeli (1949)               | 12 décembre 2016 – 1er juin 2018   |       | PD             | Gentiloni         |
|                                                          | Marco Bussetti (1962)               | 1er juin 2018 – 5 juin 2019        |       | Indépendant    | Conte I           |
|                                                          | Lorenzo Fioramonti (1977)           | 5 juin 2019 – 25 décembre 2019     |       | M5S            | Conte II          |
|                                                          | Giuseppe Conte (Par intérim) (1964) | 25 décembre 2019 – 10 janvier 2020 |       | Indépendant    | Conte II          |
| Séparé (Éducation & Enseignement supérieur et Recherche) |                                     |                                    |       |                |                   |